# Hedvägstekel
Hedvägstekel (Arachnospila sogdiana) är en stekelart som först beskrevs av Morawitz 1893.  Hedvägstekel ingår i släktet Arachnospila, och familjen vägsteklar. Enligt den finländska rödlistan är arten nära hotad i Finland. Arten är reproducerande i Sverige. Artens livsmiljö är åsmoskogar.